# Chili (New York)
Pour les articles homonymes, voir Chili (homonymie).
Chili est une ville du comté de Monroe, dans l'État de New York, aux États-Unis,. En 2010, elle comptait une population de 28 625 habitants.

## Démographie
Lors du recensement de 2010, la ville comptait une population de 28 625 habitants. Elle est estimée, en 2020, à 28 794 habitants.